# سيندي شتاين
سيندي شتاين (بالإنجليزية: Cindy Stein)‏ هي مدربة كرة سلة أمريكية، ولدت في 22 يناير 1961 في بيوريا في الولايات المتحدة.